# 417.
◄ | 4. stoljeće | 5. stoljeće | 6. stoljeće | ►
◄ | 380-ih | 390-ih | 400-ih | 410-ih | 420-ih | 430-ih | 440-ih | ►
◄◄ | ◄ | 414. | 415. | 416. | 417. | 418. | 419. | 420. | ► | ►►
Astronomija • Književnost • Kršćanstvo • Pravo • Promet

## Smrti
- 12. ožujka – Inocent I., papa

## Vanjske poveznice
|  | Zajednički poslužitelj ima još gradiva o temi 417. |